# Viridoturris
Viridoturris là một chi ốc biển, là động vật thân mềm chân bụng sống ở biển trong họ Turridae.

## Các loài
Các loài thuộc chi Viridoturris bao gồm:
- Viridoturris corona (Laseron, 1954)[2]